# Barbosa (Santander)
Barbosa ist eine Gemeinde (Municipio) im Departamento Santander in Kolumbien.

## Geographie

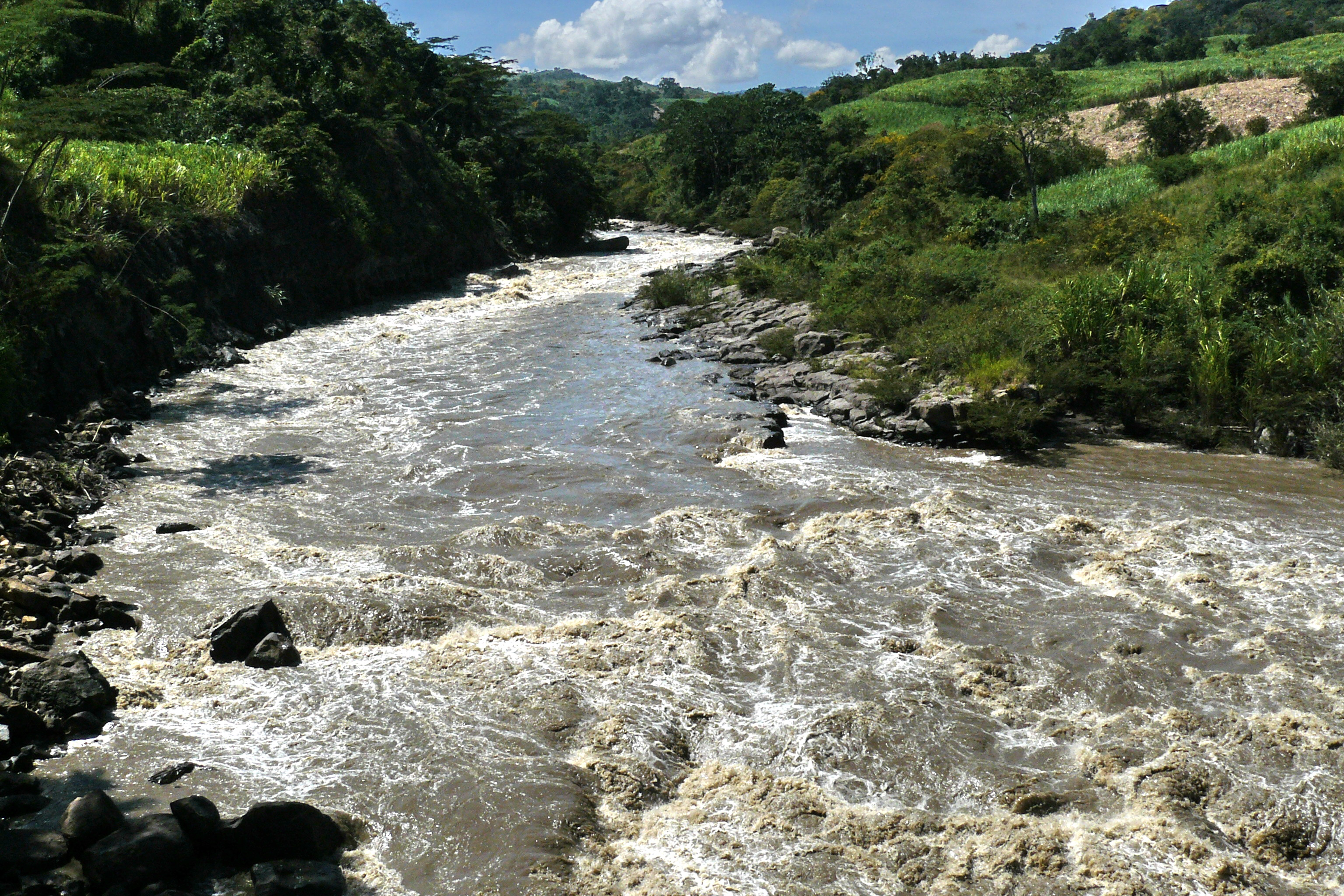
Der Río Suárez

Die Gemeinde Barbosa liegt im Süden von Santander in der Provinz Vélez auf einer Höhe von zwischen 1570 und 2050 Metern in den Anden, wobei der städtische Teil der Gemeinde auf einer Höhe von 1610 Metern liegt. Barbosa hat eine Jahresdurchschnittstemperatur von etwa 21 °C. Die Stadt liegt ungefähr 214 km von Bucaramanga und 285 km von Bogotá entfernt. An die Gemeinde grenzen im Norden Güepsa, im Westen Vélez und Guavatá, im Süden Puente Nacional und im Osten der Fluss Río Suárez und Moniquirá in Boyacá.

## Bevölkerung
Die Gemeinde Barbosa hat 29.581 Einwohner, von denen 24.013 im städtischen Teil (cabecera municipal) der Gemeinde leben (Stand: 2019).

## Geschichte
Die erste Siedlung auf dem Gebiet der heutigen Gemeinde war Cite, das 1539 von Martín Galeano gegründet wurde. Ab 1939 war Barbosa zunächst Corregimiento von Cite. Aufgrund der Größe und Wichtigkeit wurde Barbosa aber bereits 1940 selbst zur Gemeinde und Cite zu einem Corregimiento von Barbosa. Die Stadt wurde nach dem spanischen General Heliodoro Barbosa benannt, der durch die Bekämpfung des indigenen Volkes der Ubazas bekannt wurde.

## Wirtschaft
Die Wirtschaft von Barbosa konzentriert sich zu großen Teilen auf kleine und sehr kleine Firmen mit weniger als 10 Angestellten. Der Großteil der Firmen ist in der Lebensmittelproduktion tätig. Insbesondere wird Bocadillo hergestellt, eine Guaven-Paste.

## In Barbosa geboren
- Diana María García (* 1982), Radrennfahrerin